# 烟色角鸮
烟色角鸮（學名：Otus capnodes），鸱鸮科角鴞屬下的一種，科摩羅群島的特有種。
此鳥僅在科摩羅群島內昂儒昂島上發現，種群數目少於400頭。由於分內極為狹窄且其棲地正面臨森林開伐的威脅，因此在IUCN紅色名錄內列為極危物種。此鳥自1886年有觀察紀錄後，一直無法再找到此鳥，直至1992年才再有紀錄。

## 外部連結
- 國際鳥盟介紹 （页面存档备份，存于）